# Gugyuló Jézus-szobor
A Gugyuló Jézus-szobor Kaposvár egyik legrégebbi szobra, műemléki védelem alatt áll. Az 1721-ben készített, fából készült szobor Jézus Krisztust ábrázolja igen különleges módon: ülő testhelyzetben – innen ered a szobor népies, de mára helyben elterjedten használt elnevezése. Jelenleg az eredeti szobor a kaposvári városháza lépcsőházában, üvegvitrinben látható, de a képoszlop, mely eredetileg tartalmazta a szobrot, a (kaposvári) Csalogány utca északi végén áll, a szobor másolatával.

## Leírás
A Csalogány utca és a Béla Király utca sarkán álló téglából készült képoszlop (tabernákulum) alsó része lábazatos, zömök, téglalap keresztmetszetű oszlopszék, felső része cseréppel fedett házikószerű építmény, benne íves fülkében látható a szobor másolata. Az oszlop felirata: „JÉZUS SEGÍTS 1721”, ahol az évszám az építés évét jelzi. Maga a barokk stílusú szobor fából készült, Jézust töviskoszorúval a fején, ülő helyzetben, összekötözött kezekkel ábrázolja, ami azért különleges, mert a Biblia nem említ olyan jelenetet, amikor Jézus megkötözve leült volna egy kőre vagy bármi másra.

## Története

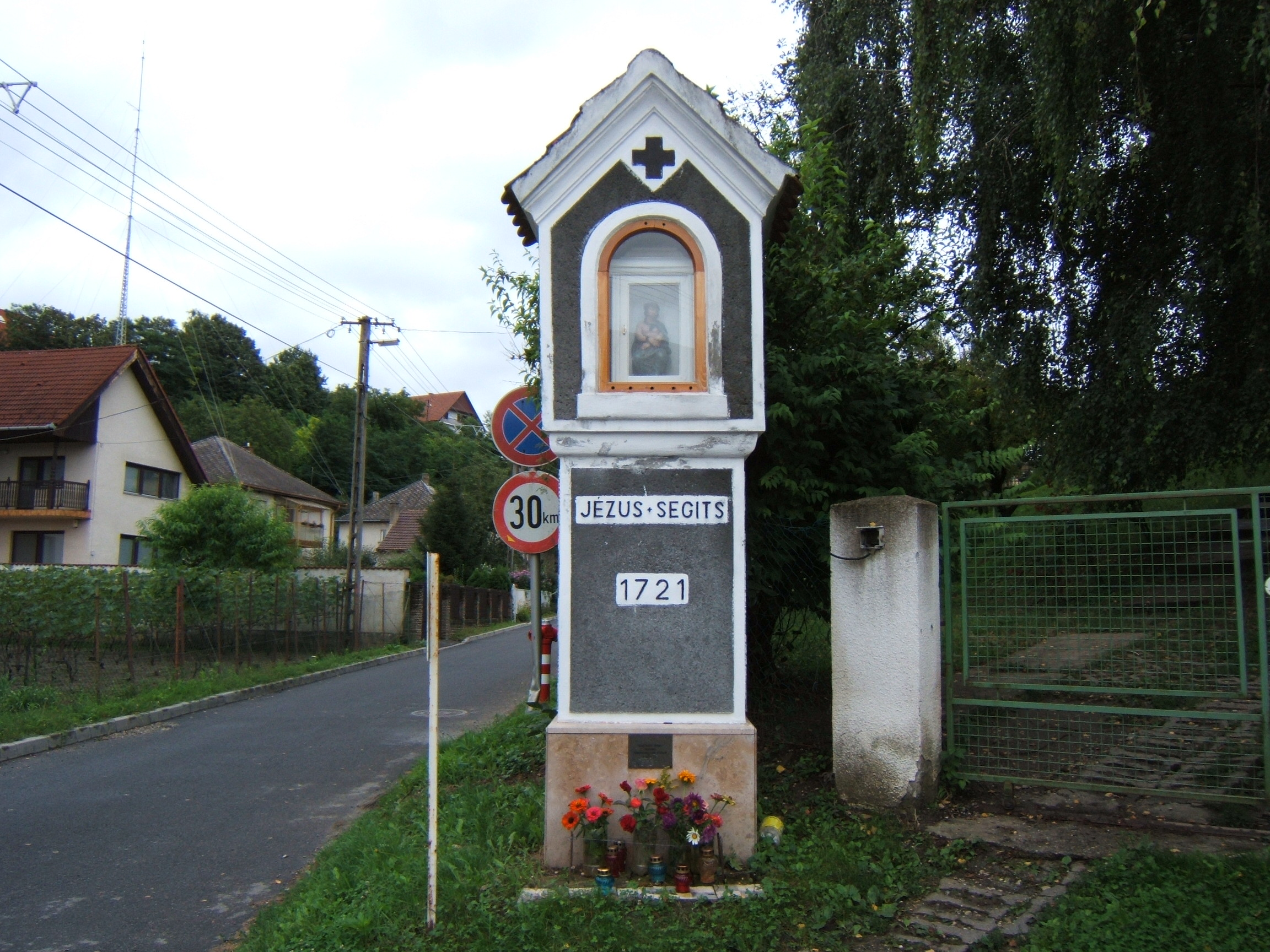
A szobor másolata a képoszlopban

A szobor készítője ismeretlen. 1721-ben állították fel a képoszlopot a mai helyén, benne a szoborral, amely ott állt ezután csaknem 300 évig. 1994-ben a város önkormányzata az Országos Műemlékvédelmi Hivatal segítségével felújíttatta, azonban 2003. június 3-áról 4-ére virradó éjjel a szobrot ellopták. Szerencsére a rendőrség még abban a hónapban megtalálta, s azután többé már nem helyezték vissza az utcára. Az ekkor megrongálódott lábfejét restaurálni kellett, ezzel egy időben másolat is készült a róla, az eredetit áthelyezték a Városháza első emeleti lépcsőfordulójába. 2006 februárjában ismét ellopták a Csalogány utcai szobrot, de így az már nem az eredeti volt, hanem a másolat, ráadásul hamarosan ez is előkerült.
2019 őszén a szobrot és a másolatot őrző oszlopot is felújították.